# Odense
Odense (IPA: [ˈoð̞ˀn̩sə]ⓘ) is een gemeente en stad in de Deense regio Zuid-Denemarken (Syddanmark).
De gemeente telt 207.762 inwoners (2023), de stad 182.387 inwoners (2023). Odense is de op twee na grootste stad van Denemarken. De stad ligt centraal in Denemarken op het eiland Funen. Tot de herindeling van Denemarken in 2007 was Odense de hoofdstad van de provincie Funen.
Odense is de geboorteplaats van Hans Christian Andersen. De stad is rijk aan musea, waaronder het Hans Christian Andersens Hus, TID - Museum for Odense en Kunstmuseum Brandts. Er is een dierentuin, de Odense Zoo. De domkerk van Sint-Knud dateert uit de 13e eeuw.

## Geschiedenis
Odense is een van de oudste steden van Denemarken; ze vierde in 1988 haar 1000-jarig bestaan. De naam Odense komt van het oud-Noorse Óðinsvé, wat Odinstempel betekent. De oorsprong van Odense is de vikingburcht Nonnebakken, waarvan de locatie nog herkenbaar is aan de gelijknamige straatnaam.
In de middeleeuwen was de domkerk van Sint-Knud een veelbezochte plek door pelgrims. In de kerk liggen vier koningen begraven, waaronder de naamgever van de kerk, Knoet de Heilige.
De dichter en schrijver Hans Christian Andersen werd op 2 april 1805 in Odense geboren. In die tijd was Odense de tweede stad van Denemarken met circa 6000 inwoners.
Tijdens de industrialisering medio 19e eeuw groeide de stad buiten de oude middeleeuwse grenzen.
Een van de bekendste gebouwen in Odense was de Odinstårn (Nederlands: Odinstoren). Deze toren werd gebouwd in 1935 en was het op een na hoogste gebouw van Europa; alleen de Eiffeltoren was hoger. In de Tweede Wereldoorlog is de Odinstårn echter opgeblazen, waarna de toren nooit meer is herbouwd.
In Odense is de Syddansk Universitet (De Zuid-Deense Universiteit) gevestigd. De universiteit is in 1998 ontstaan door het samengaan van de Odense Universitet, de Handelshøjskole Syd-Ingeniørhøjskole Syd (HHS) en het Sydjysk Universitetscenter. De universiteit heeft dependances in Slagelse, Esbjerg, Kolding en Sonderborg.
Odense werd bij de herindeling van 2007 niet samengevoegd maar is een zelfstandige gemeente gebleven.
De stad heeft in de jaren 2015 tot en met 2020 grote bouwwerkzaamheden gekend en onderging een complete metamorfose: vooral het marktplein, het station, maar ook de bouw van het cultuur-complex ODEON (2017) en van het nieuwe Hans Christian ANDERSEN museum (2020).

## Verkeer en vervoer
Odense ligt midden op het eiland Funen, vrijwel halverwege de grote bruggen over de Kleine Belt en de Grote Belt. De centrale autoverbinding is de E20, die op Funen wordt aangeduid als Fynske Motorvej.

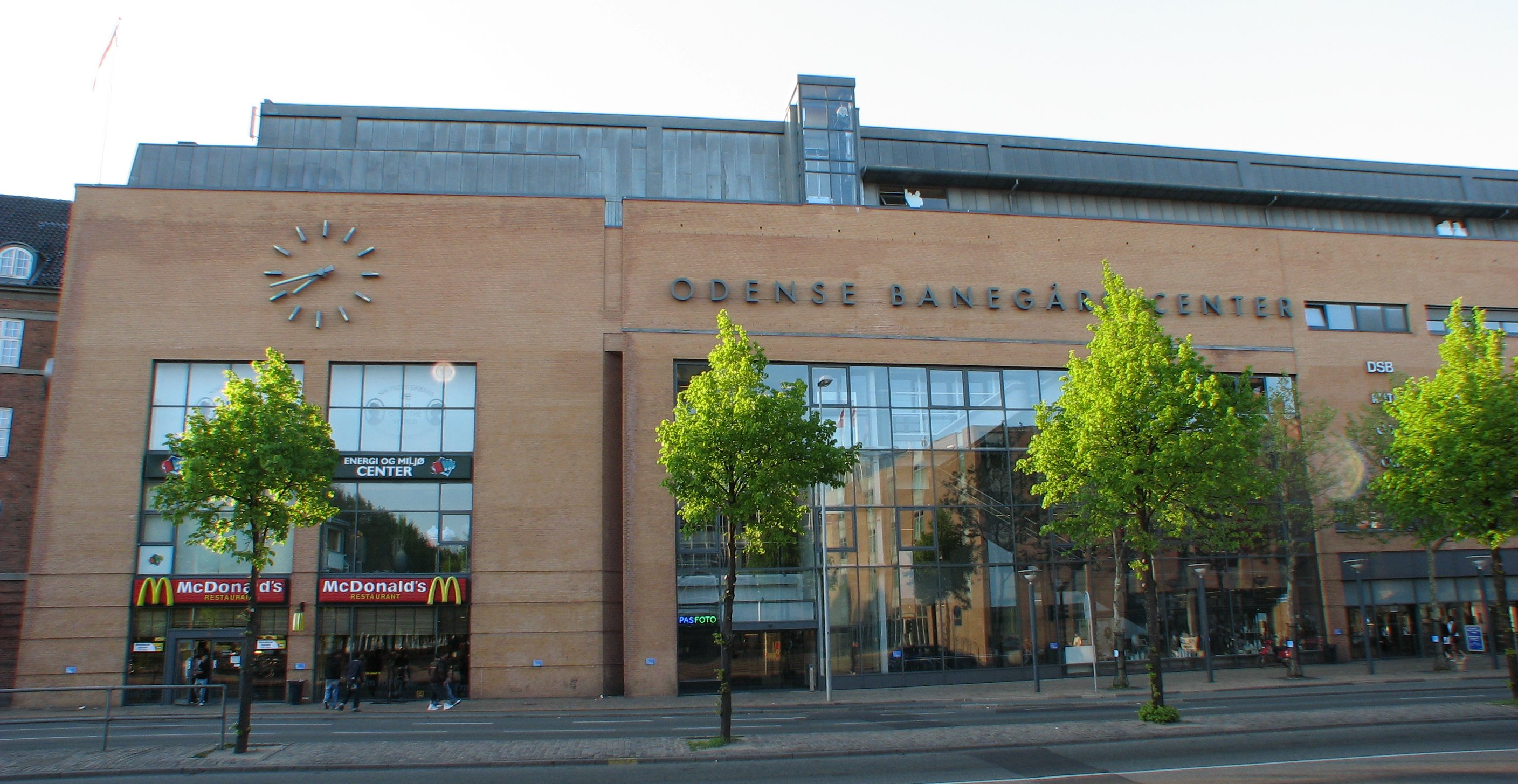
Station Odense

Odense was in het verleden een waar spoorknooppunt. De meeste lokale lijnen zijn echter in de loop der tijden gesloten. Het nieuwe station, geopend in 1995, is vooral van belang voor de intercity naar Kopenhagen en Jutland. De enige lokale lijn die er nog is, loopt van het nieuwe station naar Svendborg. Sinds 28 mei 2022 is het station een van de knooppunten van de Odense Letbane geworden.
Een kleine tien kilometer ten noorden van de stad ligt Hans Christian Andersen Airport. Het is een bescheiden vliegveld met enkele charterbestemmingen.

## Plaatsen in de gemeente
- Seden
- Seden Strand
- Næsbyhoved Broby
- Bullerup
- Lumby
- Allese
- Stige
- Ejlstrup
- Blommenslyst
- Brændekilde
- Holmstrup
- Bellinge
- Sankt Klemens
- Fangel
- Odense
- Åsum
- Fraugde
- Over Holluf
- Davinde
- Højby

## Sport
Odense BK is de voetbalclub uit de gemeente en speelt in het Odensestadion.

## Stedenbanden
- Brno, (Tsjechië)
- Columbus, (Verenigde Staten)
- Funabashi, (Japan)
- Groningen (Nederland)
- Iksan, (Zuid Korea)
- İzmir, (Turkije)
- Katowice (Polen)
- Kaunas, (Litouwen)
- Kiev, (Oekraïne)
- Klaksvík, (Faeröer)
- Kópavogur, (IJsland)
- Norrköping, (Zweden)
- Östersund, (Zweden)
- Petah Tiqwa, (Israël)
- Schwerin, (Duitsland)
- Shaoxing, (China)
- St Albans, (Verenigd Koninkrijk)
- Tampere, (Finland)
- Trondheim (Noorwegen)
- Upernavik, (Groenland)

## Geboren in Odense
- Hans Christian Andersen (1805-1875), (sprookjes)schrijver en dichter
- Ove Sprogøe (1919-2004), acteur
- Bendt Bendtsen (1954), politicus
- Allan Zachariasen (1955), atleet
- Lars Høgh (1959-2021), voetballer
- Lars Simonsen (1963), acteur
- Ulrich Thomsen (1963), acteur
- Claus Bo Larsen (1965), voetbalscheidsrechter
- Claes Bang (1967), acteur
- Christel Schaldemose (1967), politicus
- Anja Andersen (1969), handbalster en handbalcoach
- Carsten Hemmingsen (1970), voetballer
- Thomas Helveg (1971), voetballer
- Trine Dyrholm (1972), actrice
- Dan Jørgensen (1975), politicus
- Allan Simonsen (1978-2013), autocoureur
- Lars Jacobsen (1979), voetballer
- Stephan Mølvig (1979), roeier
- Kasper Bøgelund (1980), voetballer
- Martin Vingaard (1985), voetballer
- MØ (1988), zangeres
- Oliver Feldballe (1990), voetballer
- Caroline Wozniacki (1990), tennisster
- Daniel Høegh (1991), voetballer
- Mads Andersen (2000), wielrenner
- Mads Hermansen (2000), voetballer
- Jakob Breum (2003), voetballer
- Isak Jensen (2003), voetballer

## Inwoneraantallen
Hieronder volgt een overzicht van het aantal inwoners van Odense, elk jaar gemeten op 1 januari:
| Jaar | Inwoners |
| ---- | -------- |
| 1976 | 138.348  |
| 1981 | 136.646  |
| 1986 | 137.286  |
| 1989 | 138.339  |
| 1990 | 138.986  |
| 1992 | 140.886  |
| 1994 | 143.029  |
| 1996 | 144.518  |
| 1997 | 145.354  |
| 1998 | 145.296  |
| 1999 | 144.940  |
| 2000 | 145.062  |
| 2001 | 144.849  |
| 2002 | 144.636  |
| 2003 | 145.374  |
| 2004 | 145.554  |